# Toy Story Midway Mania

Eingang von Toy Story Mania in Disney’s Hollywood Studios

Toy Story (Midway) Mania ist eine interaktive Themenparkattraktion in Disney’s Hollywood Studios in der Walt Disney World in Florida und von Disney’s California Adventure Park in Kalifornien.
Eine weitere Version der Attraktion ist in DisneySea in Tokyo im Juli 2012 eröffnet worden.
Die Attraktion ist nach den Filmen Toy Story und Toy Story 2 von Disney und Pixar gestaltet.
In Florida öffnete die Attraktion am 31. Mai 2008 und in Kalifornien am 17. Juni 2008.

## Die Attraktion
Parkbesucher tragen während der Fahrt 3D-Brillen. Man sitzt in einem Fahrzeug, auf dem je zwei Fahrkabinen sind, in die je vier Leute, zwei auf jeder Seite, passen. Während der Fahrt fährt der Besucher durch verschiedene Minispiele, bei denen er immer irgendwas mit Torten, Ringen und Ähnlichem abschießen muss. Durch den 3D-Effekt wirkt es so, als würde der Schuss direkt aus der kleinen Kanone vor einem kommen. Für jeden Treffer bekommt man Punkte, die am Ende zusammengezählt werden.

### Minispiele
Entsprechend der Version aus Disney's Hollywood Studios:
- Schießen ohne Punktezählen zur Übung
- Schießen auf Holzzielscheiben auf einem Bauernhof
- Mit Dartpfeilen auf Luftballons schießen (echter Luftzug bei Treffern)
- Schießen auf Teller
- Mit Ringen auf Aliens werfen
- In Westernumgebung auf Zielscheiben schießen

## Orte
- Disney’s California Adventure Park am Paradise Pier
- Disney’s Hollywood Studios am Pixar Place
- DisneySea Tokyo im New Yorker Bereich (Eröffnung: 2012)